# Lin Yanhan
Lin Yanhan (1º agosto 2002) è una sincronetta cinese.

## Palmarès
- Mondiali

Singapore 2025: oro nella gara a squadre (programma libero) e nel libero combinato, argento nel duo tecnico.

### Coppa del Mondo
- 11 podi:
  - 4 vittorie (2 nella gara a squadre e 2 nel duo)
  - 5 secondi posti (2 nella gara a squadre e 3 nel duo)
  - 2 terzi posti (2 nel duo)

#### Coppa del mondo - vittorie
| Data           | Luogo   | Paese  | Disciplina   |
| -------------- | ------- | ------ | ------------ |
| 5 aprile 2024  | Pechino | Cina   | Team tecnico |
| 6 aprile 2024  | Pechino | Cina   | Duo tecnico  |
| 31 maggio 2024 | Markham | Canada | Team tecnico |
| 14 giugno 2025 | Xi'an   | Cina   | Duo libero   |